# 星野悠月
星野 悠月（ほしの ゆづき、1995年12月23日 - ）は、上智大学卒、日本の女性ファッションモデル、女優、起業家である。
東京都出身。スターダストプロモーション所属。Y Plus株式会社　代表取締役社長。

## 人物
- 子役時代はキリンプロに所属していた[2]。
- 趣味は音楽鑑賞、映画鑑賞。特技は英会話[3]。2008年のプロフィールでは、趣味は読書、特技はモノマネ[4]だった。
- 好きな言葉は「負けない」[1]。
- 2012年1月、オーストラリアに留学した。
- 2019年、上智大学文学部フランス文学科卒業した。
- 大学在学中にY Plus株式会社を設立する。
- 2019年4月、神奈川県鎌倉市にchatime鎌倉小町通店を開業する。

## 出演

### 雑誌
- なかよし（講談社）
- ピチレモン（学研、2008年1月号 - 2012年4月号）専属モデル

### バラエティ
- すイエんサー（NHK教育、2010年4月 - 2012年3月）

### テレビドラマ
- TRICK2 第7話（2002年2月22日、テレビ朝日）[5]
- 金曜エンタテイメント 松本清張スペシャル・黒い樹海（フジテレビ、2005年10月21日）

### 映画
- 千年の恋 ひかる源氏物語（2001年）賢子（幼少期） 役
- 羊のうた（2002年）高城千砂（幼少期） 役

### CM
- 山崎パン、ダブルソフト（2009年1月1日）
- 日本コカ・コーラ、いろはす（2013年）

## 作品

### 写真集
- Little moon 星野悠月ファースト写真集（心交社、2004年11月）ISBN 4778100689

### DVD
- 悠月とデート（心交社、2004年11月26日）ISBN 978-4-7781-0069-8